# Concours musical international de Montréal
Le Concours musical international de Montréal (CMIM) est une compétition internationale de haut niveau ouverte aux interprètes de musique classique qui ont l’intention de poursuivre une carrière professionnelle internationale.
Fondé en 2001 par la basse de renommée internationale Joseph Rouleau et par l’homme politique et grand philanthrope André Bourbeau, le CMIM est le seul concours international en Amérique du Nord à être tenu annuellement et à présenter trois disciplines (voix, violon, piano) en alternance sur un cycle de trois ans. L'édition 2024, dédiée au piano, sera suivie par l'édition voix en 2025 et l'édition violon en 2026.
Depuis 2004, le Concours musical international de Montréal est membre de la Fédération mondiale des concours internationaux de musique.
En septembre 2023, Chantal Poulin et Shira Gilbert sont nommées au poste de directrice générale et de directrice artistique du CMIM.

## Éditions

### 2024
L'édition 2024 du CMIM était consacrée au piano. Elle se déroulait du 5 au 16 mai et confrontait 24 concurrents âgés de 19 à 29 ans, provenant de douze pays différents. Pour une première fois de son histoire, la compétition comportait une épreuve de musique de chambre présentée lors de la première étape de la demi-finale,.
Le pianiste canadien Jaeden Izik-Dzurko remporte le premier prix de l’édition Piano 2024 et devient le premier lauréat canadien d’une édition instrumentale du Concours musical international de Montréal,.

#### Lauréats
| Rang      | Concurrents        | Pays                       |
| --------- | ------------------ | -------------------------- |
| 1e prix   | Jaeden Izik-Dzurko | Canada                     |
| 2e prix   | Gabriele Strata    | Italie                     |
| 3e prix   | Anthony Ratinov    | États-Unis                 |
| Finaliste | Elias Ackerley     | Royaume-Uni / Corée du Sud |
| Finaliste | Jakub Kuszlik      | Pologne                    |
| Finaliste | Derek Wang         | États-Unis                 |

#### Prix spéciaux
| Prix | Gagnant                                 | Pays                                          |
| --- | --------------------------------------- | --------------------------------------------- |
| Prix du public ICI Musique, Offert en partenariat avec ICI Musique | Gabriele Strata                         | Italie                                        |
| Prix du meilleur artiste canadien, Offert en partenariat avec la Fondation Bourbeau | Jaeden Izik-Dzurko                      | Canada                                        |
| Prix de la meilleure interprétation d’une sonate en demi-finale, Offert en partenariat avec Anne Stevens | Jaeden Izik-Dzurko                      | Canada                                        |
| Gagnant du Prix André-Bachand pour la meilleure interprétation de l’oeuvre canadienne imposée, Mzizaakok Miiniwaa Mzizaakoonsak (Taons et mouches à chevreuil) de Barbara Assiginaak, offert en partenariat avec Claudette Hould | Jaeden Izik-Dzurko                      | Canada                                        |
| Prix Musique de chambre, Offert en partenariat avec Dixi Lambert et le Festival de musique de chambre de Montréal | Gabriele Strata                         | Italie                                        |
| Prix du jury de la relève | Jakub Kuszlik                           | Pologne                                       |
| Prix de l'engagement philanthropique Bita-Cattelan, Offert en partenariat avec Bita et Paolo Cattelan | Élisabeth Pion                          | Canada                                        |
| Bourses du CMIM aux finalistes non classés, Offertes en partenariat avec la Famille Rouleau, Morris & Rosalind Goodman Family Foundation et Louise Roy                                                                           | Elias Ackerley Jakub Kuszlik Derek Wang | Royaume-Uni / Corée du Sud Pologne États-Unis |

### 2023
La vingt-deuxième édition du CMIM était consacrée au violon. Le premier prix a été remporté par Dmytro Udovychenko.

#### Lauréats
| Rang      | Concurrents        | Pays         |
| --------- | ------------------ | ------------ |
| 1e prix   | Dmytro Udovychenko | Ukraine      |
| 2e prix   | SongHa Choi        | Corée du Sud |
| 3e prix   | SooBeen Lee        | Corée du Sud |
| Finaliste | Nathan Meltzer     | États-Unis   |
| Finaliste | Michael Shaham     | Israël       |
| Finaliste | Ruslan Talas       | Kazakhstan   |

#### Prix spéciaux
| Prix | Gagnant                                    | Pays                         |
| --- | ------------------------------------------ | ---------------------------- |
| Prix du public ICI Musique | SongHa Choi                                | Corée du Sud                 |
| Prix André-Bourbeau de la ou du meilleur.e artiste canadien.ne                                                                    | Prix non décerné                           |                              |
| Prix pour la meilleure interprétation d’une sonate en demi-finale                                                                 | SongHa Choi                                | Corée du Sud                 |
| Prix André-Bachand pour la meilleure interprétation de l’œuvre canadienne imposée, L'inconnu.e bouleversant.e de Luna Pearl Woolf | SongHa Choi                                | Corée du Sud                 |
| Prix pour la meilleure interprétation d’une œuvre de J.S. Bach                                                                    | Dmytro Udovychenko                         | Ukraine                      |
| Prix pour la meilleure interprétation d’une œuvre de virtuosité                                                                   | Yesong Sophie Lee                          | États-Unis                   |
| Prix de l'engagement philanthropique Bita-Cattelan                                                                                | Aaron Chan                                 | Canada / Chine               |
| Bourses du CMIM aux finalistes non-classé·e·s                                                                                     | Nathan Meltzer Michael Shaham Ruslan Talas | États-Unis Israël Kazakhstan |
| Prix John-Newmark pour la ou le meilleur pianiste collaborateur                                                                   | Umi Garrett                                | États-Unis                   |

### 2022
La vingt-et-unième édition du CMIM était consacrée à la voix et comportait deux divisions - aria et mélodie. Le premier prix en aria a été remporté par Simone McIntosh. Le premier prix en mélodie a été remporté par Meredith Wohlgemuth.

#### Lauréats - Aria
| Rang      | Concurrents      | Pays      |
| --------- | ---------------- | --------- |
| 1e prix   | Simone McIntosh  | Canada    |
| 2e prix   | Sarah Dufresne   | Canada    |
| 3e prix   | Valerie Eickhoff | Allemagne |
| Finaliste | Nils Wanderer    | Allemagne |
| Finaliste | Hugo Laporte     | Canada    |

#### Lauréats - Mélodie
| Rang    | Concurrents         | Pays        |
| ------- | ------------------- | ----------- |
| 1e prix | Meredith Wohlgemuth | États-Unis  |
| 2e prix | Harriet Burns       | Royaume-Uni |
| 3e prix | Bryan Murray        | États-Unis  |

#### Prix spéciaux
| Prix                                                                       | Gagnant                        | Pays              |
| -------------------------------------------------------------------------- | ------------------------------ | ----------------- |
| Prix du public ICI Musique - Aria                                          | Nils Wanderer                  | Allemagne         |
| Prix du public ICI Musique - Mélodie                                       | Deepa Johnny                   | Canada            |
| Prix André-Bourbeau du.de la meilleur.e artiste canadien.ne - Aria         | Simone McIntosh                | Canada            |
| Prix André-Bourbeau du.de la meilleur.e artiste canadien.ne - Mélodie      | Deepa Johnny                   | Canada            |
| Prix Air d'opéra                                                           | Simone McIntosh                | Canada            |
| Prix Mélodie française                                                     | Meredith Wohlgemuth            | États-Unis        |
| Prix Lied allemand                                                         | Harriet Burns                  | Royaume-Uni       |
| Prix de la meilleure pianiste collaboratrice John-Newmark                  | Jinhee Park                    | Corée du Sud      |
| Prix de l’engagement philanthropique Bita-Cattelan                         | Adanya Dunn                    | Bulgarie / Canada |
| Prix André-Bachand pour la meilleure interprétation d’une œuvre canadienne | Michael Lafferty               | Royaume-Uni       |
| Prix du coup de cœur des élèves de Montréal                                | Simone McIntosh Sarah Dufresne | Canada            |
| Bourse du CMIM aux finalistes non-classés                                  | Nils Wanderer Hugo Laporte     | Allemagne Canada  |

### 2021
La vingtième édition du CMIM était consacrée au piano. Le premier prix a été remporté par Su Yeon Kim de la Corée du Sud.

#### Lauréats
| Rang      | Concurrents       | Pays         |
| --------- | ----------------- | ------------ |
| 1e prix   | Su Yeon Kim       | Corée du Sud |
| 2e prix   | Yoichiro Chiba    | Japon        |
| 3e prix   | Dimitri Maligna   | France       |
| Finaliste | Alice Burla       | Canada       |
| Finaliste | Francesco Granata | Italie       |
| Finaliste | Ying Li           | Chine        |
| Finaliste | Chaeyoung Park    | Corée du Sud |
| Finaliste | Marcel Tadokoro   | France       |

#### Prix spéciaux
| Prix                                                                                   | Gagnant                                                              | Pays                                    |
| -------------------------------------------------------------------------------------- | -------------------------------------------------------------------- | --------------------------------------- |
| Prix du public ICI Musique                                                             | Dimitri Malignan                                                     | France                                  |
| Prix André-Bourbeau du.de la meilleur.e artiste canadien.ne                            | Alice Burla                                                          | Canada                                  |
| Prix de l’engagement philanthropique Bita-Cattelan                                     | Anna Han                                                             | États-Unis                              |
| Prix André-Bachand pour la meilleure interprétation d’une œuvre canadienne             | Alice Burla                                                          | Canada                                  |
| Prix Festival Bach Montréal pour la meilleure interprétation d’une œuvre de J. S. Bach | Dimitri Malignan                                                     | France                                  |
| Bourse du CMIM aux cinq finalistes non-classés                                         | Alice Bural Francesco Granata Ying Li Chaeyoung Park Marcel Tadokoro | Canada Italie Chine Corée du Sud France |

### 2020
Le confinement de la COVID-19 et la fermeture des frontières internationales ont empêché la tenue de cette dix-neuvième édition du CMIM. En lieu et place, tous les jours du 4 au 18 mai 2020, depuis leurs lieux respectifs, les concurrents sélectionnés ont présenté de courts récitals, dans l'attente du concours, qui a été reporté à 2021.

### 2019
La dix-huitième édition du CMIM était consacrée au violon. Le premier prix a été remporté par Hat Zhou.

#### Lauréats
| Rang      | Concurrents       | Pays                      |
| --------- | ----------------- | ------------------------- |
| 1e prix   | Hao Zhou          | États-Unis                |
| 2e prix   | Johanna Pichlmair | Autriche                  |
| 3e prix   | Fumika Mohri      | Japon                     |
| Finaliste | Elli Choi         | États-Unis / Corée du Sud |
| Finaliste | Anna Lee          | États-Unis / Corée du Sud |
| Finaliste | Christine Lim     | États-Unis / Corée du Sud |

#### Prix spéciaux
| Prix | Gagnants                          | Pays                                                |
| --- | --------------------------------- | --------------------------------------------------- |
| Prix du public Radio Canada                                                                                        | Hao Zhou                          | États-Unis                                          |
| Prix André-Bourbeau du.de la meilleur.e artiste canadien.ne                                                        | Non attribué                      |                                                     |
| Prix pour la meilleure interprétation d’une sonate en demi-finale                                                  | Anna Lee                          | États-Unis / Corée du Sud                           |
| Prix André-Bachand pour la meilleure interprétation de l’œuvre canadienne imposée, Stand Alone de Michael Oesterle | Johanna Pichlmair                 | Autriche                                            |
| Prix Festival Bach Montréal pour la meilleure interprétation d’une oeuvre de J.S. Bach                             | Johanna Pichlmair                 | Autriche                                            |
| Bourse du CMIM aux trois finalistes non-classés                                                                    | Elli Choi Yejin Noh Jinhyung Park | États-Unis / Corée du Sud États-Unis / Corée du Sud |

### 2018
La dix-septième édition du Concours est dédiée au Chant et présente deux volets : Aria et Mélodie.

#### Lauréats - Aria
| Rank      | Competitor          | Country      | Tessiture     |
| --------- | ------------------- | ------------ | ------------- |
| 1er Prix  | Mario Bahg          | Corée du Sud | Ténor         |
| 2e Prix   | Emily D'Angelo      | Canada       | Mezzo-soprano |
| 3e Prix   | Konstantin Lee      | Corée du Sud | Ténor         |
| Finaliste | John Brancy         | États-Unis   | Baryton       |
| Finaliste | Mikhail Golovushkin | Russie       | Basse         |
| Finaliste | Andrew Haji         | Canada       | Ténor         |

Lauréats- Mélodie
| Rank      | Concurrent           | Pays                         | Tessiture     |
| --------- | -------------------- | ---------------------------- | ------------- |
| 1er Prix  | John Brancy          | États-Unis                   | Baryton       |
| 2e Prix   | Julien Van Mellaerts | Nouvelle-Zélande/Royaume-Uni | Baryton       |
| 3e Prix   | Clara Osowski        | États-Unis                   | Mezzo-soprano |
| Finaliste | Gemma Summerfield    | Royaume-Uni                  | Soprano       |

#### Prix spéciaux
| Prix                                                       | Gagnant              | Pays                         |
| ---------------------------------------------------------- | -------------------- | ---------------------------- |
| Prix du public Radio Canada - Aria                         | Emily D'Angelo       | Canada                       |
| Prix du public Radio-Canada - Mélodie                      | Clara Osowski        | États-Unis                   |
| Prix pour le meilleur artiste canadien - Aria              | Emily D'Angelo       | Canada                       |
| Prix pour le meilleur artiste canadien - Mélodie           | Rihab Chaieb         | Canada                       |
| Prix air d'opéra                                           | Mario Bahg           | Corée du Sud                 |
| Prix Oratorio                                              | Andrew Haji          | Canada                       |
| Prix Mélodie                                               | John Brancy          | États-Unis                   |
| Prix Lied                                                  | Julien Van Mellaerts | Nouvelle-Zélande/Royaume-Uni |
| Prix Jojn-Newmark pour le meilleur pianiste accompagnateur | Joao Araujo          | Portugal                     |

### 2017
La seizième édition du Concours est dédiée au piano. Zoltan Fejervari remporte le Premier prix.

#### Lauréats
| Rang      | Concurrent        | Pays             |
| --------- | ----------------- | ---------------- |
| 1er Prix  | Zoltán Fejévári   | Hongrie          |
| 2e Prix   | Giuseppe Guarrera | Italie           |
| 3e Prix   | Stefano Andreatta | Italie           |
| Finaliste | Albert Cano Smit  | Espagne/Pays-Bas |
| Finaliste | Yejin Noh         | Corée du Sud     |
| Finaliste | Jinhyung Park     | Corée du Sud     |

#### Prix spéciaux
| Prix                                                                                         | Gagnant           | Pays   |
| -------------------------------------------------------------------------------------------- | ----------------- | ------ |
| Prix du public Radio-Canada                                                                  | Giuseppe Guarrera | Italie |
| Prix André-Bachand pour la meilleure interprétation de l'oeuvre imposée canadienne           | Giuseppe Guarrera | Italie |
| Prix pour le meilleur récital en demi-finale                                                 | Giuseppe Guarrera | Italie |
| Prix Chopin pour la meilleure interprétation d'une oeuvre pour piano seul de Frédéric Chopin | Giuseppe Guarrera | Italie |
| Prix Bach pour la meilleure interprétation d'une oeuvre pour piano seul de JS Bach           | Giuseppe Guarrera | Italie |

### 2016
La quinzième édition du Concours est dédiée au Violon.

#### Lauréats
| Rang     | Concurrent      | Pays          |
| -------- | --------------- | ------------- |
| First    | Ayana Tsuji     | Japon         |
| Second   | Bomsori Kim     | Corée du Sud  |
| Third    | Minami Yoshida  | Japon         |
| Finalist | Petteri Iivonen | Finlande      |
| Finalist | Ji Won Song     | Corée du Sud  |
| Finalist | Fedor Rudin     | Russie/France |

#### Prix spéciaux
| Prix                                                                                | Gagnant     | Pays         |
| ----------------------------------------------------------------------------------- | ----------- | ------------ |
| Prix du public Radio-Canada                                                         | Bomsori Kim | Corée du Cud |
| Prix André-Bachand pour la meilleure interprétation de l'oeuvre imposée canadienne  | Ayana Tsuji | Japon        |
| Prix pour le meilleur récital en demi-finale                                        | Ayana Tsuji | Japon        |
| Prix pour la meilleure interprétation d'une sonate en demi-finale                   | Ayana Tsuji | Japon        |
| Prix Bach pour la meilleure interprétation d'une oeuvre pour violon seul de JS Bach | Ayana Tsuji | Japon        |
| Prix Paganini pour la meilleure interprétation d'un Caprice de N. Paganini          | Ayana Tsuji | Japon        |

### 2015
La quatorzième édition du Concours est dédiée au Chant.
| Lauréats  | Lauréats         | Lauréats     | Lauréats  |
| Rang      | Concurrent       | Pays         | tessiture |
| --------- | ---------------- | ------------ | --------- |
| 1er Prix  | Keonwoo Kim      | Corée du Sud | Ténor     |
| 2e Prix   | Hyesang Park     | Corée du Sud | Soprano   |
| 3e prix   | France Bellemare | Canada       | Soprano   |
| Finaliste | Anaïs Constans   | France       | Soprano   |
| Finaliste | Vasil Garvanliev | Macédonie    | Baryton   |
| Finaliste | Takaoki Onishi   | Japon        | Baryton   |

#### Prix spéciaux
- Prix du public Radio-Canada
  - Hyesang Park (soprano), Corée du Sud
- Prix du meilleur artiste canadien
  - France Bellemare (soprano), Canada
- Prix Joseph-Rouleau pour le meilleur artiste québécois
  - France Bellemare (soprano), Canada
- Prix pour le meilleur récital de demi-finale
  - Anaïs Constans (soprano), France
- Prix mélodie 
  - Anaïs Constans (soprano), France

### Édition 2014
L'édition 2014 est consacrée au piano.
| Lauréats  | Lauréats                | Lauréats              |
| Rang      | Candidat                | Pays                  |
| --------- | ----------------------- | --------------------- |
| 1er Prix  | Jayson Gillham          | Australie Royaume-Uni |
| 2e Prix   | Charles Richard-Hamelin | Canada                |
| 3e prix   | Annika Treutler         | Allemagne             |
| Finaliste | Kate Liu                | États-Unis            |
| Finaliste | Xiaoyu Liu              | Canada                |
| Finaliste | Alexander Ullman        | Royaume-Uni           |

#### Prix spéciaux
- Prix d’interprétation de l’œuvre canadienne imposée
  - Jayson Gillham (Australie/Royaume-Uni)
- Prix du public Radio-Canada
  - Jayson Gillham (Australie/Royaume-Uni)
- Prix André Bourbeau pour le meilleur artiste canadien
  - Charles Richard-Hamelin

### Édition 2013
L'édition 2013 est consacrée au violon.
| Lauréats et finalistes du CMIM 2013 | Lauréats et finalistes du CMIM 2013 | Lauréats et finalistes du CMIM 2013 | Lauréats et finalistes du CMIM 2013 |
| Rang                                | Candidat                            | Pays                                |                                     |
| ----------------------------------- | ----------------------------------- | ----------------------------------- | ----------------------------------- |
| 1er Prix                            | Marc Bouchkov                       | Belgique                            |                                     |
| 2e Prix                             | Stephen Waarts                      | États-Unis                          |                                     |
| 3e prix                             | Zeyu Victor Li                      | Chine                               |                                     |
| Finaliste                           | Chi Li                              | Taïwan                              |                                     |
| Finaliste                           | Ji Young Lim                        | Corée du Sud                        |                                     |
| Finaliste                           | Fédor Roudine                       | France                              |                                     |

Prix spéciaux
- Prix d’interprétation de l’œuvre canadienne imposée
  - Luke Hsu (États-Unis)
- Prix du public Radio-Canada
  - Stephen Waarts (États-Unis)
- Prix Wilder & Davis pour le meilleur récital de demi-finale
  - Marc Bouchkov (Belgique)

### Édition 2012
L'édition 2012 est consacrée au chant.
| Lauréats et finalistes du CMIM 2012 | Lauréats et finalistes du CMIM 2012 | Lauréats et finalistes du CMIM 2012 | Lauréats et finalistes du CMIM 2012 |
| Rang                                | Candidat                            | Pays                                |                                     |
| ----------------------------------- | ----------------------------------- | ----------------------------------- | ----------------------------------- |
| 1er Prix                            | Philippe Sly, baryton-basse         | Canada                              |                                     |
| 2e Prix                             | Olga Kindler, soprano               | Suisse                              |                                     |
| 3e Prix                             | John Brancy, baryton                | États-Unis                          |                                     |
| Finaliste                           | Won Whi Choi, ténor                 | Corée du Sud                        |                                     |
| Finaliste                           | Emily Duncan-Brown, soprano         | Canada                              |                                     |
| Finaliste                           | Yuri Gorodetski, ténor              | Biélorussie                         |                                     |
| Finaliste                           | Sidney Outlaw, baryton              | États-Unis                          |                                     |
| Finaliste                           | Andréanne Paquin, soprano           | Canada                              |                                     |

Prix spéciaux
- Prix d’interprétation de l’œuvre canadienne imposée
  - Philippe Sly (Canada)
- Prix du public Radio-Canada
  - Philippe Sly (Canada)
- Prix Joseph Rouleau pour le meilleur artiste québécois
  - Philippe Sly
- Prix pour le meilleur artiste canadien
  - Philippe Sly
- Prix Atma Classique pour l'enregistrement d'un CD
  - Yuri Gorodetski, ténor (Biélorussie)

### Édition 2011
L'édition 2011 est consacrée au piano.
| Lauréats et finalistes du CMIM 2011 | Lauréats et finalistes du CMIM 2011 | Lauréats et finalistes du CMIM 2011 | Lauréats et finalistes du CMIM 2011 |
| Rang                                | Candidat                            | Pays                                |                                     |
| ----------------------------------- | ----------------------------------- | ----------------------------------- | ----------------------------------- |
| 1er Prix                            | Beatrice Rana                       | Italie                              |                                     |
| 2e Prix                             | Lindsay Garritson                   | États-Unis                          |                                     |
| 3e prix                             | Henry Kramer                        | États-Unis                          |                                     |
| Finaliste                           | Yulia Chaplina                      | Russie                              |                                     |
| Finaliste                           | Zheeyoung Moon                      | Corée du Sud                        |                                     |
| Finaliste                           | Jong Ho Won                         | Corée du Sud                        |                                     |

Prix spéciaux
- Prix d’interprétation de l’œuvre canadienne imposée
  - Beatrice Rana (Italie)
- Prix du public Radio-Canada
  - Beatrice Rana (Italie)
- Prix Joseph Rouleau pour le meilleur artiste québécois
  - Steven Massicotte
- Prix pour le meilleur artiste canadien
  - Tina Chong

### Édition 2010
L'édition 2010 est dédiée au violon. Les lauréats sont:
- Premier prix : Benjamin Beilman (États-Unis)
- Deuxième prix : Korbinian Altenberger (Allemagne)
- Troisième prix : Nikita Borisoglebsky (Russie)

### Édition 2009
La huitième édition du Concours est consacrée au chant. Les lauréats sont:
- Premier prix : Angela Meade (États-Unis), soprano
- Deuxième prix : Yannick-Muriel Noah (Canada), soprano
- Troisième prix : Andrew Garland (États-Unis), baryton

### Édition 2008
La septième édition du Concours est consacrée au piano. Nareh Arghamanyan d'Arménie remporte le Premier prix ainsi que le prix du public et le prix d’interprétation de l’œuvre canadienne imposée.
Lauréats
| Lauréats du concours musical international de Montréal 2008 | Lauréats du concours musical international de Montréal 2008 | Lauréats du concours musical international de Montréal 2008 |
| Rang                                                        | Candidat                                                    | Pays                                                        |
| ----------------------------------------------------------- | ----------------------------------------------------------- | ----------------------------------------------------------- |
| Premier                                                     | Nareh Arghamanyan                                           | Arménie                                                     |
| Deuxième                                                    | Alexandre Moutouzkine                                       | Russie                                                      |
| Troisième                                                   | Masataka Takada                                             | Japon                                                       |

Prix spéciaux
- Prix d’interprétation de l’œuvre canadienne imposée
  - Nareh Arghamanyan (Arménie)
- Prix du public « Hommage à Yvonne Hubert »
  - Nareh Arghamanyan (Arménie)
- Prix Joseph Rouleau pour le meilleur artiste québécois
  - Marie-Hélène Trempe (Canada)
- Prix COVC Jean A. Chalmers pour le meilleur artiste canadien
  - Sergei Saratovsky (Russie/Canada)

### Édition 2007
La sixième édition du Concours est consacrée au chant. Marianne Fiset du Canada remporte le Premier prix.
Lauréats
| Lauréats du concours musical international de Montréal 2007 | Lauréats du concours musical international de Montréal 2007 | Lauréats du concours musical international de Montréal 2007 | Lauréats du concours musical international de Montréal 2007 |
| Rang                                                        | Candidat                                                    | Pays                                                        | Catégorie vocale                                            |
| ----------------------------------------------------------- | ----------------------------------------------------------- | ----------------------------------------------------------- | ----------------------------------------------------------- |
| Premier                                                     | Marianne Fiset                                              | Canada                                                      | Soprano                                                     |
| Deuxième                                                    | Steven Ebel                                                 | États-Unis                                                  | Tenor                                                       |
| Troisième                                                   | Evgenia Grekova                                             | Russie                                                      | Soprano                                                     |
| Quatrième                                                   | Julie Boulianne                                             | Canada                                                      | Mezzo-soprano                                               |
| Cinquième                                                   | Leticia Brewer                                              | Canada                                                      | Soprano                                                     |
| Sixième                                                     | Peter Barrett                                               | Canada                                                      | Baryton                                                     |

Prix spéciaux
- Prix d’interprétation de l’œuvre canadienne imposée
  - Susanne Ellen Kirchesch, Allemagne, Soprano

### Édition 2006
La cinquième édition du Concours est dédiée au violon. Jinjoo Cho de Corée du Sud remporte le premier prix ainsi que le prix du public.
Lauréats
| Lauréats du concours musical international de Montréal 2006 | Lauréats du concours musical international de Montréal 2006 | Lauréats du concours musical international de Montréal 2006 |
| Rang                                                        | Candidat                                                    | Pays                                                        |
| ----------------------------------------------------------- | ----------------------------------------------------------- | ----------------------------------------------------------- |
| Premier                                                     | Jinjoo Cho                                                  | Corée du Sud                                                |
| Deuxième                                                    | Ye-Eun Choi                                                 | Corée du Sud                                                |
| Troisième                                                   | Marcus Tanneberger                                          | Allemagne                                                   |
| Quatrième                                                   | Corrine Chapelle                                            | États-Unis                                                  |
| Cinquième                                                   | Mayuko Kamio                                                | Japon                                                       |
| Sixième                                                     | Dan Zhu                                                     | Chine                                                       |

Prix spéciaux
- Prix du public « Hommage à Gilles Lefebvre »
  - Jinjoo Cho, Corée du Sud
- Prix CBC Galaxie Rising Stars (Meilleur candidat canadien)
  - Nikki Chooi, Canada
- Prix Joseph Rouleau pour le meilleur artiste québécois
  - Jean-Sébastien Roy, Canada
- Prix pour la meilleure interprétation d'une œuvre imposée non publiée
  - Ye-Eun Choi, Corée du Sud

### Édition 2005
La quatrième édition du Concours est dédiée au chant. Sin Nyung Hwang de Corée du Sud remporte le Premier Prix
Lauréats
| Lauréats du concours musical international de Montréal 2005 | Lauréats du concours musical international de Montréal 2005 | Lauréats du concours musical international de Montréal 2005 | Lauréats du concours musical international de Montréal 2005 |
| Rang                                                        | Candidat                                                    | Pays                                                        | Catégorie vocale                                            |
| ----------------------------------------------------------- | ----------------------------------------------------------- | ----------------------------------------------------------- | ----------------------------------------------------------- |
| Premier                                                     | Sin Nyung Hwang                                             | Corée du Sud                                                | Soprano                                                     |
| Deuxième                                                    | Peter McGillivray                                           | Canada                                                      | Baryton                                                     |
| Troisième                                                   | Elena Xanthoudakis                                          | Australie                                                   | Soprano                                                     |
| Quatrième(ex æquo)                                          | Phillip Addis                                               | Canada                                                      | Baryton                                                     |
| Cinquième(ex æquo)                                          | Anna Kasyan                                                 | Géorgie                                                     | Soprano                                                     |
| Sixième                                                     | Chantal Dionne                                              | Canada                                                      | Soprano                                                     |

Prix spéciaux
- Prix du public « Hommage à Richard Verreau »
  - Lauren Skuce (Soprano), États-Unis
- Prix COVC Jean A. Chalmers pour le meilleur artiste canadien
  - Peter McGillivray (Baryton), Canada
- Prix CBC Galaxie Rising Stars (Meilleure performance d'opéra par un Canadien)
  - Phillip Addis (Baryton), Canada
- Prix Joseph Rouleau pour le meilleur artiste québécois
  - Phillip Addis (Baryton), Canada
- Prix d’interprétation de l’œuvre canadienne imposée
  - Elena Xanthoudakis (Soprano), Australie

### Édition 2004
La troisième édition du Concours est dédiée au piano. Le Premier prix est remporté par Serhiy Salov d'Ukraine, il remporte aussi le prix du public « Hommage à André Mathieu ».
Lauréats
| Lauréats du concours musical international de Montréal 2004 | Lauréats du concours musical international de Montréal 2004 | Lauréats du concours musical international de Montréal 2004 |
| Rang                                                        | Candidat                                                    | Pays                                                        |
| ----------------------------------------------------------- | ----------------------------------------------------------- | ----------------------------------------------------------- |
| Premier                                                     | Sergei Salov                                                | Ukraine                                                     |
| Deuxième                                                    | David Fray                                                  | France                                                      |
| Troisième                                                   | Daria Rabotkina                                             | Russie                                                      |
| Quatrième                                                   | Spencer Myer                                                | États-Unis                                                  |
| Cinquième                                                   | Natalia Zagalskaia                                          | Russie                                                      |
| Sixième                                                     | Darrett Zusko                                               | Canada                                                      |

Prix spéciaux
- Prix du public « Hommage à André Mathieu »
  - Sergei Solov, Ukraine
- Prix CBC Galaxie Rising Stars (Meilleur candidat canadien)
  - Darrett Zusko, Canada
- Prix Joseph Rouleau pour le meilleur artiste québécois
  - Matthieu Fortin, Canada
- Prix pour la meilleure interprétation d'une œuvre imposée non publiée
  - David Fray, France

### Édition 2003
La deuxième édition du Concours est dédiée au violon. Yossif Ivanov de Belgique remporte le Premier prix.
Lauréats
| Lauréats du concours musical international de Montréal 2003 | Lauréats du concours musical international de Montréal 2003 | Lauréats du concours musical international de Montréal 2003 |
| Rang                                                        | Candidat                                                    | Pays                                                        |
| ----------------------------------------------------------- | ----------------------------------------------------------- | ----------------------------------------------------------- |
| Premier                                                     | Yossif Ivanov                                               | Belgique                                                    |
| Deuxième                                                    | Alexis Cardenas                                             | Venezuela                                                   |
| Troisième                                                   | Matthieu Arama                                              | France                                                      |
| Quatrième                                                   | Nicolas Koeckert                                            | Allemagne                                                   |
| Cinquième                                                   | Oleg Kashiv                                                 | Ukraine                                                     |
| Sixième                                                     | Julia Sakharova                                             | Russie                                                      |

Prix spéciaux
- Prix du public « Hommage à Arthur Leblanc »
  - Alexis Cardenas, Venezuela
- Prix CBC Galaxie Rising Stars (Meilleur candidat canadien)
  - Sarah Pratt, Canada
- Prix Joseph Rouleau pour le meilleur artiste québécois
  - Jean-Sébastien Roy, Canada
- Prix pour la meilleure interprétation d'une œuvre imposée non publiée
  - Diana Galvydyte, Lituanie

### Édition 2002
Le premier Concours est dédié au chant. Measha Brueggergosman du Canada remporte le Premier prix. Elle remporte aussi le prix du public, prix de la meilleure artiste canadienne et le prix pour la meilleure interprétation d'une œuvre imposée non publiée.
Lauréats
| Lauréats du Concours musical international de Montréal 2002 | Lauréats du Concours musical international de Montréal 2002 | Lauréats du Concours musical international de Montréal 2002 | Lauréats du Concours musical international de Montréal 2002 |
| Rang                                                        | Candidat                                                    | Pays                                                        | catégorie vocale                                            |
| ----------------------------------------------------------- | ----------------------------------------------------------- | ----------------------------------------------------------- | ----------------------------------------------------------- |
| Premier                                                     | Measha Brueggergosman                                       | Canada                                                      | Soprano                                                     |
| Deuxième                                                    | Burak Bilgili                                               | Turquie                                                     | Basse                                                       |
| Troisième                                                   | Joseph Kaiser                                               | Turquie                                                     | Baryton                                                     |
| Quatrième                                                   | Mélanie Boisvert                                            | Canada                                                      | Soprano                                                     |
| Cinquième                                                   | Daesan No                                                   | Corée du Sud                                                | Baryton                                                     |
| Sixième                                                     | John Matz                                                   | États-Unis                                                  | Ténor                                                       |

Prix spéciaux
- Prix du public
  - Measha Brueggergosman (Soprano), Canada
- Prix  COVC Jean A. Chalmers pour le meilleur artiste canadien
  - Measha Brueggergosman (Soprano), Canada
- Prix Joseph Rouleau pour le meilleur artiste québécois
  - Joseph Kaiser (Baryton), Canada
- Prix pour la meilleure interprétation d'une œuvre imposée non publiée
  - Measha Brueggergosman (Soprano), Canada